# Rózga weselna
Rózga weselna – dawny rekwizyt obrzędu weselnego o znaczeniu symbolicznym, wity w wieczór przedślubny w domu panny młodej lub starszej druhny podczas rózgowin (inaczej rózczyn).
Rózga weselna znana i wita była w wielu regionach Polski. Głównie na ziemiach przemyskiej i tarnowskiej oraz na Rzeszowszczyźnie, Sądecczyźnie, Kujawach, w Wielkopolsce, Małopolsce, a także na Kurpiach i południowym Mazowszu.

## Wygląd

Rózga weselna (Bogdan Vodӑ, region Maramuresz)

Podstawą dla rózgi weselnej był wierzchołek drzewa, np. jodły, sosny, świerku, a też rzadziej wiśni, gruszy, z czterema odnogami – jedną środkową i trzema pobocznymi (niekiedy odnóg było 7, 9, a nawet 12) lub opcjonalnie podstawą mogła być była krągła deska z wywierconymi otworami na patyki. Do ozdobienia rózgi weselnej używano m.in.: suszonych lub sztucznych kwiatów, kolorowych wstążek i koralików, barwionych ptasich piórek oraz pierników, jabłek i orzechów. Mocowano ją w bochenku chleba i obwiązywano chustką, wewnątrz której czasami umieszczane były pieniądze. Ukończona rózga weselna przypominać miała bukiet lub kwitnące drzewko.

## Znaczenie
Rózga weselna miała znaczny udział w obchodach weselnych. Przed wyjazdem do kościoła odbywało się przekazywanie lub wykupywanie od druhen rózgi weselnej, którą od tego momentu pilnował starosta wesela lub starszy drużba. Wiciu i wykupywaniu rózgi weselnej towarzyszyły tańce i śpiewy drużby.
W czasie najważniejszych momentów weselnych – podczas drogi do kościoła, tańca z panną młodą i przed oczepinami – starosta trzymał rózgę wysoko uniesioną tak, żeby każdy mógł ją zobaczyć. W trakcie uczty weselnej stała ona na stole koło państwa młodych w widocznym miejscu. Czasami jabłka z rózgi weselnej rozdawano gościom lub rzucano pannie młodej na podołek, żeby rodziła liczne i zdrowe potomstwo.
Po oczepinach rózga była palona lub zawieszana na kołku w komorze albo na szczycie domu weselnego, gdzie miała uschnąć. Powszechnie wierzono, że znajdująca się na dachu rózga weselna miała chronić dom od piorunów, a jego mieszkańców od chorób i nieszczęść.

### Symbolika
Symbolika rózgi weselnej nie jest jasna. Mogła być ona symbolem panny młodej i jej dziewictwa (podobnie jak wianek, który na Rzeszowszczyźnie był jednym z elementów rózgi weselnej.) lub pana młodego i męskich sił prokreacyjnych. Zazwyczaj symbolizowała umowę małżeńską zawartą zgodnie z prawem i obyczajem. Forma rózgi weselnej nawiązała do zielonej gałązki, pod którą zawiązywano transakcję kupna – sprzedaży.

## Nazewnictwo
Rózga weselna przybierała różne określenia w zależności od regionu. Przez ozdabianie jej jabłkami nazywano ją na Kujawach jabłonką. W Małopolsce był to krzak jodły zwany wiankiem. Na Mazowszu rózga weselna określana była jako koruna (korona) lub wieniec. W innych regionach stosowano nazwy: wiecha, różdżka weselna, baba lub kwitka.